# Pieces of My Life
"Pieces of My Life" (Lit. "Piezas de mi vida") es un tema musical del género country grabado y popularizado por Elvis Presley a partir de su versión para el álbum Today y que ese mismo año tuviese su lanzamiento también en formato de disco sencillo junto al tema Bringin' It Back. La canción fue compuesta por Troy Seals. La canción alcanzó el puesto # 65 del Billboard Hot 100 y el sencillo logró ventas discretas durante los primeros meses de su edición debido en gran parte a que ambas eran piezas extraídas del mencionado álbum  que se había comenzado a comercializar apenas unos meses atrás. 

## Contexto
La compañía discográfica RCA estaba interesada en continuar editando material de Elvis acorde a los parámetros establecidos de poner a la venta determinado número de sencillos y álbumes al año, pero ante las pocas expectativas que le ofrecía el cantante en esos años, ya que Presley no se mostraba demasiado entusiasmado con las canciones que conseguía para interpretar ni tampoco con la idea de ingresar a un estudio de grabación nuevamente, finalmente la compañía optó por editar un sencillo con dos temas que ya habían sido comercializados en el mismo año y que había logrado un buen número de exitosas ventas como parte del álbum Today.

## Grabación
Elvis registró la canción "Pieces of My Life" en el estudio C de la RCA en Los Ángeles el día 12 de marzo de 1975. Esta pieza había sido compuesta por Tony Seal el mismo autor de otro éxito de Presley titulado "There's a Honky Tonk Angel". El tema al igual que el resto del material que Elvis registrara en las sesiones de grabación para el álbum Today, eran de temática country aunque los arreglos no iban exactamente en esa dirección. 
Buena parte de los músicos que acompañaban a Elvis durante los conciertos de esos años, participaron de la grabación, entre ellos los guitarristas James Burton y John Wilkinson, el baterista Ronnie Tutt y su amigo y asistente personal Charly Hodge. 
Durante la sesión de grabación, se produjo un extraño encuentro entre el músico Brian Wilson de The Beach Boys, que estaba grabando en otras de las salas del mismo estudio, y Elvis. Acorde a lo relatado por el mismo Wilson y por uno de los amigos cercanos de Elvis, Jerry Schilling, al enterarse Wilson de que Elvis se encontraba allí, decidió presentarse ante él e invitarlo a escuchar una de las canciones que había estado produciendo junto a Terry Melcher y luego de escuchar unas cuantas pistas ´Brian le preguntó a Elvis si le parecía que alguna de ellas eran buenas a lo que Elvis habría contestado que no. Wilson al parecer reaccionó de manera algo violenta y trató de aplicarle a Elvis un golpe de karate lo que a su vez resultaría luego para Wilson uno de los momentos más vergonzosos de toda su vida. Elvis simplemente decidió marcharse del estudio y según Schilling, él ni siquiera supo de quién se trataba ya que incluso saludó a Wilson con un "Hola Duke".

## Músicos
- Elvis Presley - vos
- James Burton - guitarra eléctrica líder
- John Wilkinson - guitarra eléctrica rítmica
- Charlie Hodge - guitarra acústica rítmica y coros
- Duke Bardwell - bajo
- Ronnie Tutt - batería
- Glenn D. Hardin . piano
- David Briggs, Greg Gordon - clarinete

### Sobregrabación
- Johnny Christopher, Chip Young . guitarras
- Norbert Putnam - bajo
- Richard F. Morris - percusión
- Charles L. Rose. Trombone: Harvey L. Thompson - saxofón
- Harrison Calloway, Jr. Baritone Saxophone: Ronald Eades - trompeta
- The Holladays . coros [4]

## Portada
La portada del sencillo tuvo como carátula la misma imagen utilizada para el álbum en cuestión, de hecho el disco simple contenía el subtítulo "From Elvis' new album Today, now available" (Del nuevo álbum de Elvis "Today" ahora disponible). En ella podía verse a Elvis en concierto vistiendo uno de sus trajes genéricamente denominados como "jumpsuit" conocido popularmente como "jumpsuit Pharao" complementado con una bufanda amarilla.

## Listas
| Listas (Año 1975)       | Posición alcanzada |
| ----------------------- | ------------------ |
| Billboard Hot 100       | 65                 |
| Billboard Country Chart | 33                 |